# Prânzul (Velázquez)
Prânzul este o pictură din cariera timpurie a artistului spaniol Diego Velázquez, terminată aproximativ în 1617. Lucrarea, o pictură în ulei pe pânză, se afla în Muzeul Ermitaj din Sankt Petersburg.
Pictura prezintă o masă acoperită de o pânză șifonată, pe care se află două rodii și o bucată de pâine. Oamenii care participă la prânz includ un bărbat în vârstă în stânga și un tânăr în dreapta, în timp ce în fundal, un băiat, aparent fără griji, toarnă vinul într-o cană.
Pe peretele din fundal atârnă o bandă albă, o geantă din piele și, în dreapta, o sabie.
Prânzul este aproape identic cu o altă pictură realizată de Velázquez, Prânzul fermierilor (1618).